# Presjan
Presjan (bułg. Пресиян, według niektórych źródeł Persjan) – chan bułgarski w latach 836–852, syn Omurtaga.

## Życiorys
Forma imienia w źródłach greckich jest niepewna: Περσιάν||Περσιάμ||Πρεσιανός (Persian||Persiam||Presianos). W literaturze wywodzi się ją od słowiańskiego Prĕsenъ (świeży) lub bułgarskiego prase (prosię) albo też od słowiańskiego Perъsĕninъ (Pers).
Większość uczonych uważa Presjana za chana bułgarskiego w latach 836–852, przy czym sporne jest jego pochodzenie. Według części historyków (m.in. T. Wasilewskiego) Presjan był synem Omurtaga i podobnie jak jego brat Nrawota-Woin, nosił dwa imiona: bułgarskie – Presjan i słowiańskie – Zwinica. Wedle drugiej koncepcji wywodzącej się od W. Złatarskiego reprezentowanej m.in. przez W. Giuzelewa Presjan był synem Zwinicy, syna Omurtaga. J.B. Bury próbował identyfikować Presjana z Małamirem, S. Runciman uważał go za wybitnego bojara, wodza wojsk bułgarskich w wojnie z Serbią z czasów panowania Małamira.
W 837 wybuchło wielkie powstanie Słowian w okolicach Salonik: w Rodopach, Tracji Białomorskiej i południowej Macedonii. Ponieważ cesarz Teofil (829–842) prowadził na wschodzie walki z Arabami postarał się o poparcie Bułgarów w tłumieniu buntu. Jednocześnie próbował osłabić nacisk bułgarski na ziemie cesarstwa i nie dopuścić, by Bułgarzy zajęli ziemie ogarnięte powstaniem po jego stłumieniu, organizując akcję dywersyjną na tyłach Bułgarów. Z inspiracji bizantyńskiej w Bułgarii wybuchło powstanie jeńców greckich, wziętych do niewoli jeszcze przez chana Kruma. Ostatecznie flota bizantyńska wpłynęła do delty Dunaju i mimo oporu Bułgarów, ewakuowała jeńców. Bułgarzy wezwali na pomoc Madziarów, Bizantyńczycy pokonali jednak połączone siły bułgarsko-madziarskie i nie niepokojeni powrócili do Konstantynopola. Wśród ewakuowanych był m.in. późniejszy cesarz Bazyli I Macedończyk.
Akcja dywersyjna nie w pełni się Bizantyńczykom powiodła. Wprawdzie bunt Słowian udało się im stłumić, choć „krew lała się gęsto, a okolicę opanował ogień” jak pisał bizantyński historyk. Kauchan Isbuł zdążył jednak przyjść z pomocą Smolianom zamieszkującym tereny nad rzeką Mestą i południowo-zachodnie Rodopy. Pod Filippi na wschód od Tesaloniki doszło do spotkania armii bułgarskiej z bizantyńską. Bizantyńczycy zostali rozbici. Miasto i tereny Smolan aż po wybrzeże Morza Egejskiego zostały przyłączone do Bułgarii. W następnych latach Presjan pokojowo ułożył swe stosunki z cesarstwem niemieckim. W 845 roku jego posłowie przebywali na dworze Ludwika Niemca w Paderbornie. Pozwoliło mu to, wykorzystując zaangażowanie Bizancjum na wschodzie, przyłączyć do Bułgarii tereny północno-zachodniej Macedonii i część Albanii aż po Adriatyk i zmusić Bizantyńczyków w 847 roku do uznania podziału stanu posiadania obu państw w tym regionie. Z przyłączonych do Bułgarii ziem on sam albo jego syn Borys utworzył dwie nowe prowincje: Kutmiczewicę obejmującą: Dewol, Ochrydę i Gławnicę, oraz Strumicę we wschodniej części Macedonii Wardarskiej: w dolinach Bregalnicy i Strumicy prawobrzeżnych dopływów Wardaru.

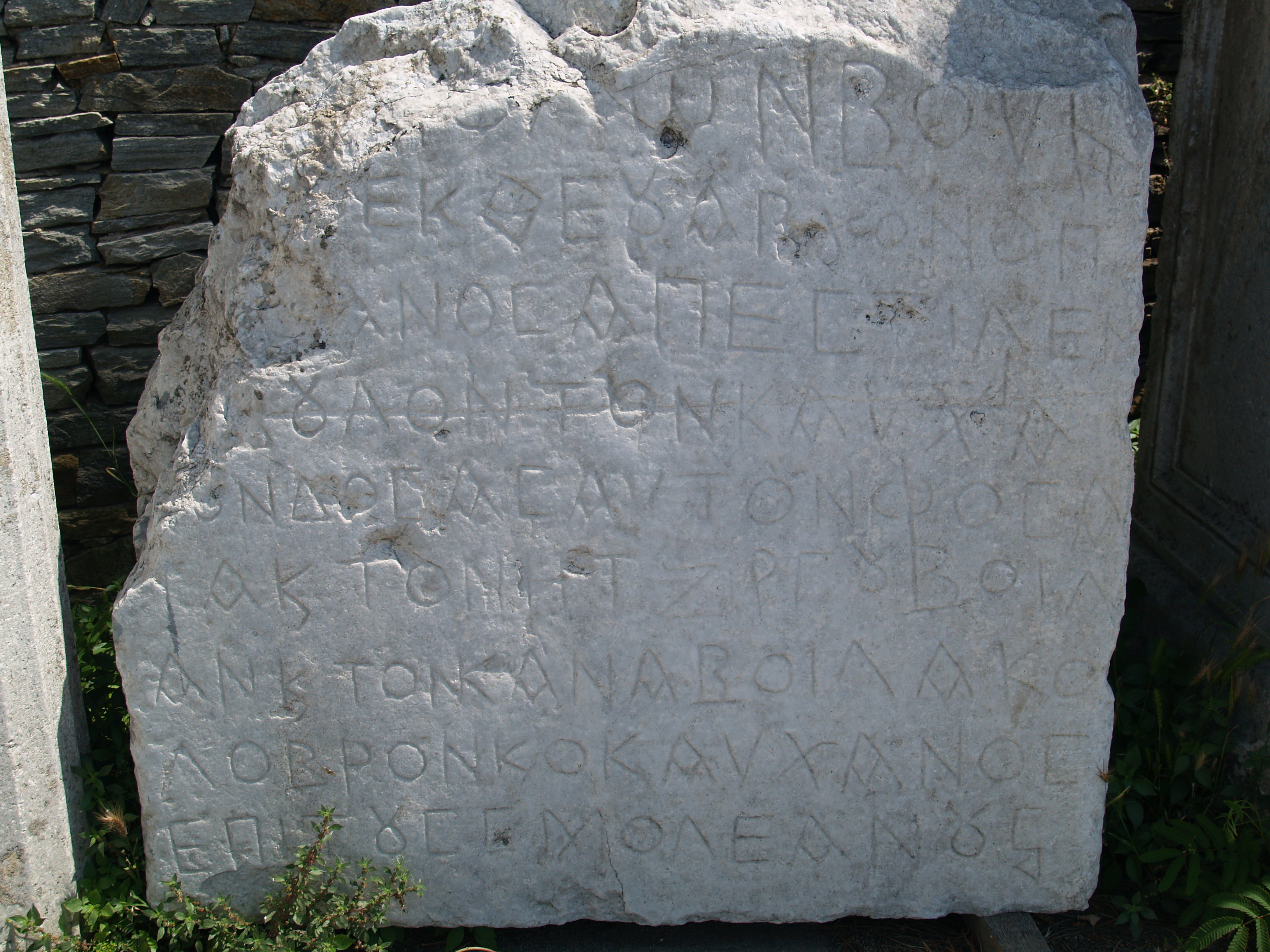
Inskrypcja Presjana, pierwsza płyta, Muzeum Archeologiczne w Filippi

Za czasów panowania Presjana Bułgarzy zorganizowali także dużą, lecz niezbyt udaną wyprawę przeciwko Serbom w 839 r. Niepowodzeniem zakończyła się także wojna przeciw Serbom toczona w latach 848–850. Władcy Serbii Włastimirowi udało się pokonać w toku trzyletniej wojny wojska bułgarskie i obronić przy pomocy Chorwatów niezależność swego państwa.

## Inskrypcja z Filippi
W latach 1923–1933 podczas prac wykopaliskowych w Filippi została odkryta marmurowa płyta z inskrypcją upamiętniającą wydarzenia 837 roku. Jej tekst dotarł do nas uszkodzony, w przekładzie brzmi jak następuje:
Presjan, archont z woli Boga wielu Bułgarów, wyprawił kauchana Isbuła i dał mu wojsko i iczirgu boiła, i chana kołobyra. I kauchan ku Smolanom…
A na odwrocie:
Jeśli ktoś szuka prawdy, Bóg widzi, i jeśli ktoś kłamie, Bóg widzi. Bułgarzy uczynili wiele dobrego dla chrześcijan, a chrześcijanie zapomnieli. Ale Bóg widzi.